# Xã Robberson No. 1A, Quận Greene, Missouri
Xã Robberson No. 1A (tiếng Anh: Robberson No. 1A Township) là một xã thuộc quận Greene, tiểu bang Missouri, Hoa Kỳ. Năm 2010, dân số của xã này là 553 người.